# Scandale au pensionnat
Pour plus de détails, voir Fiche technique et Distribution.
Scandale au pensionnat (Restless Virgins) est un téléfilm américain réalisé par Jason Lapeyre, diffusé le 9 mars 2013 sur Lifetime.
Il s'agit d'une adaptation du roman éponyme d'Abigail Jones et Marissa Miley, tiré d'un fait divers au lycée de Milton en 2005, d'où une jeune fille de quinze ans se retrouve avec cinq garçons dans les vestiaires avant que les rumeurs ne se circulent partout.

## Synopsis
L'académie de Sutton est une école prestigieuse. Néanmoins, les inégalités règnent entre les élèves. En effet, les adolescents qui ont des parents riches dictent littéralement leur loi au sein de l'établissement. Emily est en quatrième année et dirige le journal de l'école. À l'aide du journal, elle va dénoncer les injustices trop nombreuses qui règnent dans cette école, d'autant plus qu'elle est directement concernée puisqu'elle[pas clair] est la fille d'un dentiste. L'arrivée d'un certain Lucas va changer la situation.

## Fiche technique
- Titre original : Restless Virgins
- Titre français : Scandale au pensionnat
- Réalisation : Jason Lapeyre
- Scénario : Andy Cochran, basé sur le roman Restless Virgins d'Abigail Jones et Marissa Miley
- Direction artistique : Renee Read
- Costumes : Rebekka Sorensen
- Photographie : Adam Sliwinski
- Montage : Gordon Rempel
- Musique : Matthew Rogers
- Production : Harvey Kahn
- Société de production : Front Street Pictures
- Société de distribution : Lifetime Movie Network
- Pays d'origine :  États-Unis
- Langue originale : anglais
- Format : couleur
- Genre : téléfilm dramatique
- Durée : 90 minutes
- Dates de diffusion :
  -  États-Unis :  9 mars 2013 sur Lifetime
  -  France :  3 septembre 2013 sur TF1
  -  Belgique : 24 novembre 2014 sur RTL-TVI

## Distribution
- Vanessa Marano (VF : Caroline Pascal) : Emily
- Max Lloyd-Jones (VF : Rémi Caillebot) : Lucas
- Charlie Carver (VF : Romain Redler) : Dylan
- Jedidiah Goodacre (VF : Brice Ournac) : Cotton
- Zach Martin (VF : Marc Lamgeon) : Sam
- Rami Kahlon (VF : Jessica Barrier) : Anya
- Anup Sehdev (VF : Antoine Schoumsky) : Raj
- Elise Gatien : Heather
- Timothy Busfield (VF : Jean-François Vlérick) : le sénateur Whitman
- Jesse Wheeler : Phillip
- Christie Burke : Madison
- Madison Smith (VF : Pierre-Henry Prunel) : Max
- Ellie Harvie (VF : Claudine Grémy) : Dr. Lyons
- David Pearson (VF : Michel Laroussi) : M. Pinson

 Source et légende : version française (VF) sur RS Doublage et selon le carton du doublage français télévisuel.

## Production
Adapté d'un livre Restless Virgins sur le scandale sexuel au lycée de Milton dans le Massachusetts publié en 2007, l'équipe de la production Front Street Pictures filme entièrement les séquences à Vancouver à partir d'octobre 2012.

## Accueil

### Audiences
Le téléfilm a été vu par 1,067 million de téléspectateurs lors de sa première diffusion américaine.
La première diffusion de ce téléfilm attire environ 1,1 million de téléspectateurs français, soit 18,8 % de part d'audience.